# ニューリズム
ニューリズムは、日本の歌謡曲界において、1950年代半ばから1960年代いっぱいくらいに流行した現象の名称。ニュー・リズム表記も見られる。「リズム歌謡」と呼ばれることもあるが、この当時にはリズム歌謡の標記は見受けられない。

## 概要
マンボ、カリプソなどの新しい「リズム」が、入れ替わり立ち替わり登場し流行したことを指す。この時期に発表されたニューリズムに分類される楽曲の大半は、レコード会社やプロダクションにより仕掛けられたものであり、ブームにならずに不発に終わったケースも多く、リズムと称しつつリズムでも何でもないものも紛れていた。
カリプソ、ツイスト、タムレ、サーフィン、ジェンカといったものは中川三郎の仕掛けによるものとされる。

## ジャンルの例
ニューリズムとされる音楽ジャンルの例と、その代表曲を以下に例示する。
- マンボ - 美空ひばり「お祭りマンボ」
- カリプソ - 浜村美智子「バナナ・ボート」
- ドドンパ - 渡辺マリ「東京ドドンパ娘」
- パチャンガ - 富永ユキ「パチャンガで踊らう」
- スク・スク - ザ・ピーナッツ「スク・スク」
- ツイスト - 藤木孝「ツイストNo.1」
- ボサノヴァ - 小林旭「アキラでボサ・ノバ」
- タムレ - 渚エリ「東京タムレ」
- スカ - 梅木マリ「マイ・ボーイ・ロリポップ」
- サーフィン - 橋幸夫「恋をするなら」
- スイム - 橋幸夫「あの娘と僕〜スイム・スイム・スイム」
- アメリアッチ - 橋幸夫「恋と涙の太陽」

## 歴史
日本の「音楽史観」として、ニューリズムは傍流として打ち捨てられてきた観点もある。しかしながら、「踊り」という面に着目した場合、新たな視点となる。
1918年（大正7年）に「花月園」（神奈川県横浜市）が開業し、大衆の娯楽としてのダンスホールが日本に誕生する。
ダンスホールではジャズと結び付き、大正の終わりから昭和の初めにかけて大阪を中心に隆盛し、東京へもそのブームは広がるが、第二次世界大戦に向けて規制も強くなり、1940年（昭和15年）には日本全国すべてのダンスホールが閉鎖された。
第二次世界大戦後は、GHQが日本の建物を接収し、兵士慰安のための「進駐軍クラブ」を開業したことで、アメリカ兵を顧客とするかたちでダンスホールやキャバレーが日本に復活、ほどなくして日本人向けのダンスホールも登場し、日本人の間でダンスブームが巻き起こる。
一般的な音楽史観では、1958年に開業した日劇ウェスタンカーニバルや渡辺プロダクションの設立が戦後の日本歌謡界の起点とされるが、それより早い1955年（昭和30年）頃から、ダンスホールではマンボ・ブームが起きており、ニューリズムはこのマンボ・ブームに端を発したとする。このマンボ・ブームは日本だけではなく、世界各地で同時多発的に起こっており、日本では音楽雑誌などで「マンボはアメリカが本場」などと紹介されると共に、英語で歌われることが自明とされ、疑問も持たれなかった。戦後、日本にはアメリカ音楽が氾濫してゆくことになるが、民放ラジオの洋楽番組を通して、日本の多くの聴衆にとって「アメリカらしさ」としてマンボは広まっていった。各レコード会社は自社のレコードを販売するためのイベントとしてダンス講習会を開催し、マンボ・ブームをあおることになる。以降、アメリカ合衆国をはじめとする英語圏ではエキゾチシズムを伴って受け留められた中南米発祥の音楽は、アメリカを通じて「アメリカの音楽」として日本に入ってくるという構図が出来上がる。当のラテン音楽も、アメリカ国内での受容を取り込んで、様相が変化していったことも念頭に置いておきたい。
ニューリズムの楽曲は「恋のメキシカン・ロック」（橋幸夫、1967年）で打ち止めとなり、以降はグループ・サウンズブームとなっていったことで、ニューリズムの流行も終焉となる。グループ・サウンズの楽曲にもニューリズム的な要素は残っていたが、それも1970年代に入るころにはなくなる。
以降、「踊る歌謡」は山本リンダの「どうにもとまらない」、ピンク・レディーやフィンガー5に断続的に受け継がれたと言えなくもないが、1980年代になるとアイドルの踊りは見るものとなって、リスナーが主体的に関わるものではなくなっていった。1980年代後半から1990年代に流行したユーロビートが「日本国外の流行スタイルが継続的なカバーの制作を通じて日本音楽界のメインストリームで成功をおさめた、現在（2015年時点）のところ最後の事例」とされる。
「ダンシング・ヒーロー」（荻野目洋子、1985年）が、岐阜県美濃加茂市などで盆踊りの曲として発展、定着したような例もある。

### 報道に見るニューリズム
- 1961年11月4日付の朝日新聞朝刊では、ドドンパ、パチャンガに続く新しいダンスリズムとしてツイストを紹介する[2]。
- 1962年8月20日付の読売新聞夕刊「娯楽」欄では1962年上半期に日本で流行したツイストが影をひそめており、次の流行は「静かなムード」に落ち着くとの予想が書かれる[2]。
- 1962年12月23日付の読売新聞夕刊「娯楽」欄ではボッサ・ノヴァというニューリズムがアメリカで大流行と報じ、来年（1963年）には世界的な流行になると予想が書かれる[2]。
- 雑誌『音楽之友』（音楽之友社）1962年12月号の「ポピュラー・コーナー」では児山紀芳がボッサ・ノヴァというニューリズムが日本へ続々と紹介されるようになると記している[2]。
  - 日本の各レコード会社はバーニー・ケッセルやソニー・ロリンズのアルバムがボサノバと紹介し、ポール・アンカの「ボサ・ノヴァでキッス（Eso Beso）」がアメリカで人気となっているボサノバとして紹介したが、中村とうようは『ポップス』1963年1月号で、前掲のアルバムがどちらも「ボサノバとは似ても似つかぬもの」と警告を発している。ポール・アンカの楽曲についてはボサノバを否定しないものの「ゲテもの」と断ずる[2]。
- 雑誌『ミュージック・ライフ』（新興音楽出版社）1963年6月号にて、ニューリズムのタムレを紹介。『音楽之友』1963年6月号でも小倉友昭が新リズムとしてタムレの紹介を行うと共に、1962年末のボサノバの流行に「強いマスコミの要請」があったことを記している[2]。
- 1963年6月2日付の朝日新聞夕刊では、来夏のハワイアンブームを記すと共に、新譜100枚や日本にやってくる3チームの紹介や、タムレの勢いについて記している[2]。
- 『ポップス』1964年6月号では、サーフィン大会のグラビア紹介を行うと共に「サーフィン」の見出し語の前に小さく「ニューリズム」と記す[2]。
- 1964年6月22日付の朝日新聞朝刊では、スポーツとしてのサーフィンを紹介すると共にサーフィン・ミュージックを「サーフィンのスリルと雰囲気を音楽で表現したもの」として「サーフィン・U.S.A.」などの曲名を紹介する[2]。